# هونگ‌جی
هونگ‌جی یا خونگ‌چی (چینی: 弘治؛ پین‌یین: Hóngzhì؛ تلفظ: xʊ̌ŋtʂɨ̂) به معنای «دولت بزرگ»، نام پادشاهی جو یوتانگ (چینی: 朱祐樘، پین‌یین: Zhū Yòutáng) (زادهٔ ۳۰ ژوئیه ۱۴۷۰ - درگذشتهٔ ۸ ژوئن ۱۵۰۵)، نهمین امپراتور دودمان مینگ بود که بین سال‌های ۱۴۸۷ تا ۱۵۰۵ بر چین فرمان می‌راند. هونگ‌جی فرمانروایی دانا و صلح‌طلب بود و دوران حکومتش به عصر نقره‌ای هونگ‌جی معروف است. او همچنین یگانه امپراتوری در تاریخ چین به شمار می‌رود که برخلاف دیگر فرمانروایان آن کشور تنها یک همسر داشت.

## زندگی‌نامه

### سال‌های آغازین
هونگ‌جی با نام جو یوتانگ در سال ۱۴۷۰ میلادی زاده شد. او فرزند امپراتور چنگ‌هوا از یکی از همسرانش به نام جی (بعدتر امپراتریس شیائو مو) بود و تولدش به مدت ۶ سال از همگان مخفی باقی‌ماند تا به دست بانو وان، همسر اول امپراتور که پس از مرگ فرزندش، با همدستی خواجگان تحت فرمانش اقدام به قتل نوزادان امپراتور و مادرانشان می‌نمود کشته نشود. اما سرانجام در ۱۴۷۵ به امپراتور گفته شد که فرزند پسری دارد و چنگ‌هوا با شادمانی او را درکاخ خود پذیرفت و جانشین خود ساخت. اما مادر جو یوتانگ چندان خوش‌اقبال نبود و پس از آشکار شدن این موضوع بی‌درنگ توسط بانو وان به قتل رسید.

### دوران امپراتوری
جو یوتانگ در ۱۷ سالگی و پس از مرگ پدرش چنگ‌هوا، در ۱۷ سپتامبر ۱۴۸۷ و با عنوان امپراتور هونگ‌جی، به عنوان نهمین امپراتور دودمان مینگ بر تخت پادشاهی نشست. هونگ‌جی فرمانروایی دادگر و توانا بود. او پس از رسیدن به قدرت با برکناری خواجگان فاسد از پست‌های حکومتی، افرادی شایسته و با استعداد را به عنوان صاحب‌منصبان جدید استخدام کرد. او همچنین با داشتن آگاهی کامل از خواسته‌های و نیازهای مردم کشورش دست به کاهش مالیات‌ها زد و تجارت و صنعت را رونق بخشید. امپراتوری چین در این زمان دوران شکوفایی خود را می‌گذراند و به همین سبب این دوره به نام دوران «بازخیز هونگ‌جی» معروف شد.
هونگ‌چی تعلیم‌یافتهٔ مکتب کنفوسیوس بود و میانه‌روی را در زندگیش رعایت می‌کرد. او همچنین یگانه امپراتور دودمان مینگ بود که تنها یک نفر را به همسری خود برگزید (امپراتریس جانگ) و باز تنها امپراتوری بود که هرگز معشوقه‌ای برای خود نگرفت.

### مرگ
هونگ‌جی در سال ۱۵۰۵ میلادی و درحالی‌که ۳۴ سال بیشتر نداشت در کاخ چیان‌چینگ در شهر ممنوعه درگذشت. او را در تای‌لینگ، شمالی‌ترین مقبرهٔ آرامگاه‌های مینگ به‌خاک سپردند و پس از او پسرش جو هوجائو، با عنوان امپراتور چنگ‌تو جانشین او شد.